# Фоминська (Черевковське сільське поселення, 11230836057)
Фоминська (рос. Фоминская) — присілок в Красноборському районі Архангельської області Російської Федерації.
Населення становить 54 особи. Входить до складу муніципального утворення Черевковське сільське поселення.

## Історія
Від 2004 року входить до складу муніципального утворення Черевковське сільське поселення.

## Населення
| 2002 | 2010 |
| ---- | ---- |
| 64   | ↘54  |